# Dossenheim
Dossenheim este o comună din landul Baden-Württemberg, Germania.